# Artibeus amplus
Artibeus amplus је врста слепог миша из породице љиљака-вампира (Phyllostomidae).

## Распрострањење
Ареал врсте је ограничен на мањи број држава. Присутна је у следећим државама: Венецуела, Колумбија, Гвајана и Суринам.

## Станиште
Станишта врсте су шуме и планине. Врста је по висини распрострањена до 2.000 метара надморске висине.

## Угроженост
Ова врста је наведена као последња брига, јер има широко распрострањење и честа је врста.